# Anders Grape
Anders Wilhelm Grape, född 7 mars 1880 i Gävle, död 29 april 1959 i Uppsala, var en svensk bibliotekarie och språkvetare. 
Anders Grape var son till förste stadsläkaren Adolf Grape och Anna Rydwall. Han gifte sig 1927 med Gerda Tholander.
Grape skrevs in vid Uppsala universitet den 12 september 1898,och disputerade 31 maj 1911 i nordiska språk för filosofie doktorsgrad på avhandlingen Studier över de i fornsvenskan inlånade personnamnen (företrädesvis intill 1350). Han hade då sedan september 1905 haft tjänst vid Uppsala universitetsbibliotek, där han skulle stanna livet ut. Redan 1915 blev han chef för universitetsbibliotekets handskriftavdelning, varför han kunde kombinera sin ordinarie tjänst med fortsatt forskning i språkhistoria. 
Till handskriftavdelningen gjorde han en värdefull insats både vad beträffar kunskapsorganisering och planmässigt anskaffande av nya objekt. När Silverbibeln (Codex argenteus) utgavs som faksimil efter långvarigt besvär, skrev Grape en handskriftshistorisk inledning. Den utgavs först på latin (1927) och därefter på svenska (1928). Överbibliotekarien Markus Hulth avled hastigt 1928 och Grape var då den givne efterträdaren. 
Som överbibliotekarie besörjde han en om- och tillbyggnad av Carolina Rediviva, och skaffade sig goda relationer till riksdagsledamöter vilka hjälpte honom att få höjda anslag, varför UUB hade en glansperiod under Grapes tid. Som pensionerad utförde han två särskilt betydande insatser: katalogen över den Ihreska handskriftsamlingen som tog fyrtio år att fullborda, och en faksimil på pergament av Uppsala-Eddan (DG 11), den svenska handskriften av Eddan, vilken gavs av riksdagen till isländska alltinget vid deras 1000-årsjubileum. Uppsala-Eddan arbetade han även med några timmar innan han avled, och den utgavs postumt av Olof Thorell.
Anders Grape grundade 1913 tillsammans med Oskar Lundberg och Jöran Sahlgren tidskriften Namn och Bygd, där han publicerade flera artiklar om språkforskning men även biblioteks- och lärdomshistoria. År 1921 grundades Acta Bibliothecae Reg Universitatis Upsaliensis på Grapes initiativ; dess femte nummer, Donum Grapeanum, var en festskrift till hans 65-årsdag.
Under sin yrkesverksamma tid var Grape ledamot av flera lärda samfund, bland annat Kungliga Samfundet för utgivande av handskrifter rörande Skandinaviens historia och Vitterhetsakademien. Han var även ordförande i Svensk Biblioteksförening samt sakkunnig i ecklesiastikdepartementet för utarbetandet av släktnamnsförteckningen. Han var vidare stormästare i Samfundet SHT 1930–1956.
Grape blev riddare av Nordstjärneorden 1922 och kommendör av andra klassen av samma orden 1942.
Anders Grape är begravd på Uppsala gamla kyrkogård.